# Skogsbjörnbär
Skogsbjörnbär (Rubus nessensis) är en rosväxtart som beskrevs av William Hall. Enligt Catalogue of Life ingår Skogsbjörnbär i släktet rubusar och familjen rosväxter, men enligt Dyntaxa är tillhörigheten istället släktet rubusar och familjen rosväxter. Arten är reproducerande i Sverige.

## Underarter
Arten delas in i följande underarter:
- R. n. cubirianus
- R. n. nessensis
- R. n. scissoides

## Bildgalleri

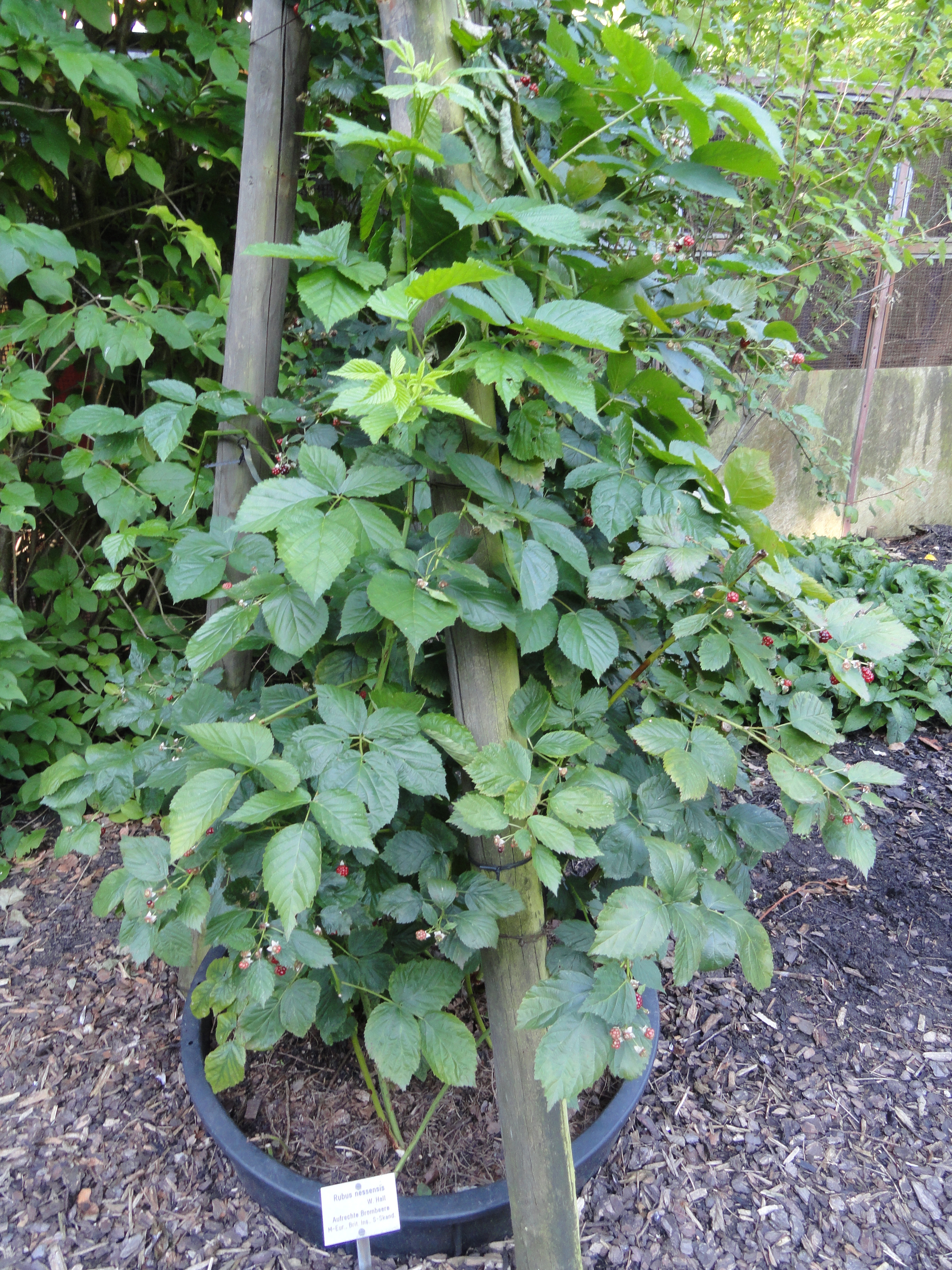
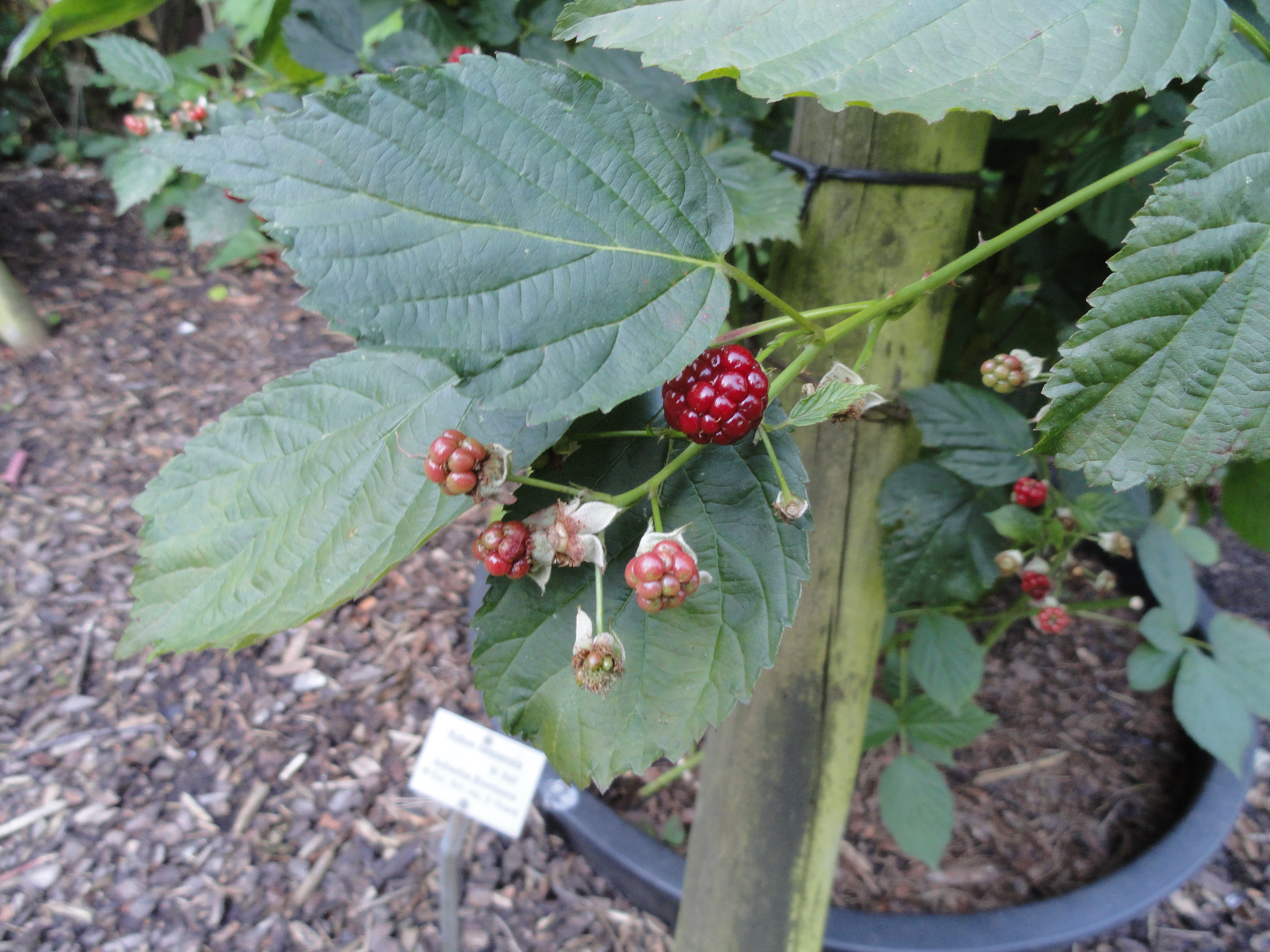